# یواس‌اس کلارندان (ای‌پی‌ای-۷۲)

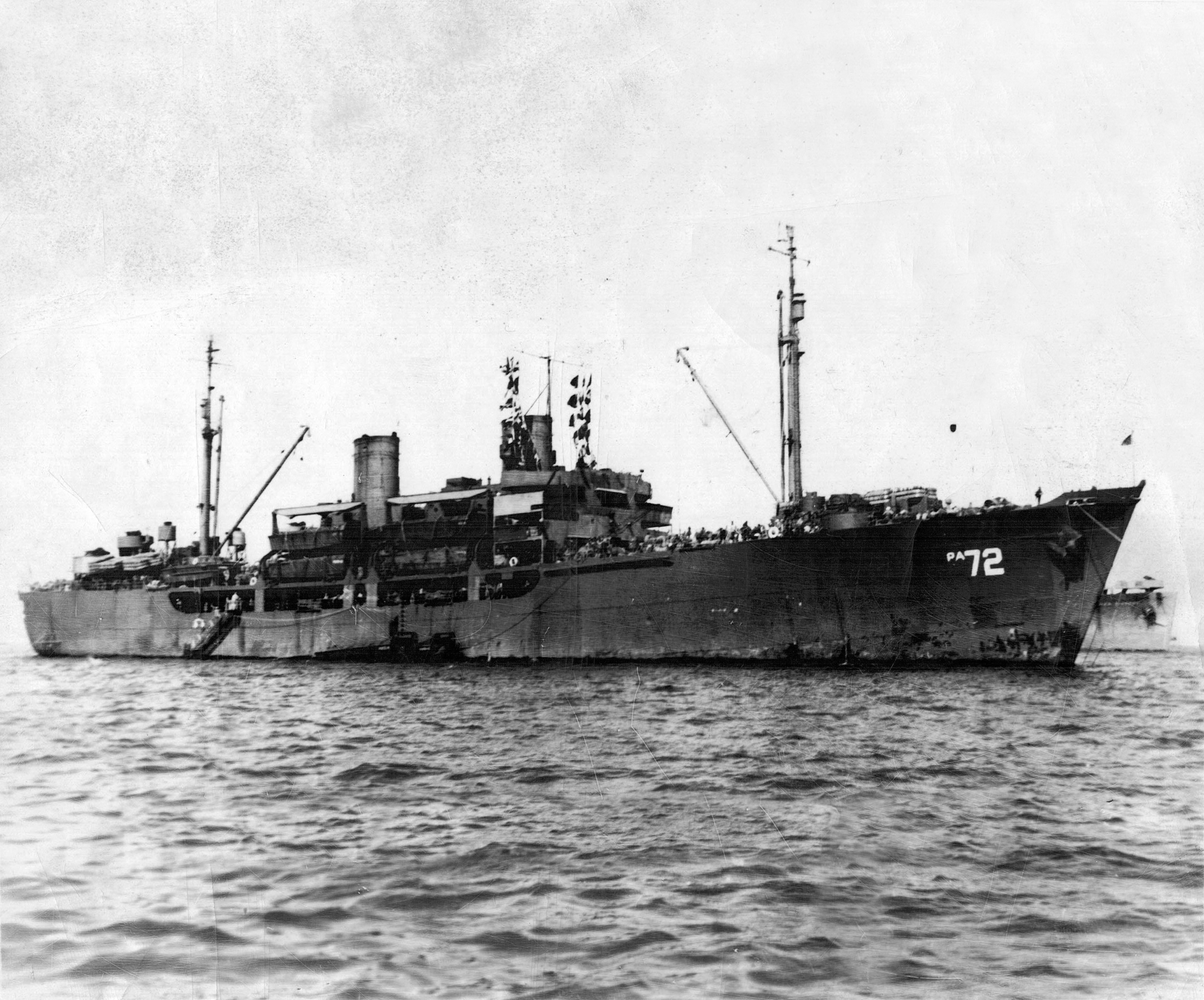
حمل و نقل نیروی دریایی آمریکا در لنگر با کشتی یو اس ای کلارندان(ای‌پی‌ای-۷۲) حدود سال ۱۹۴۵

یواس‌اس کلارندان (ای‌پی‌ای-۷۲) (به انگلیسی: USS Clarendon (APA-72)) یک کشتی بود که طول آن ۴۲۶ فوت (۱۳۰ متر) بود. این کشتی در سال ۱۹۴۴ ساخته شد.